# Maisstroh

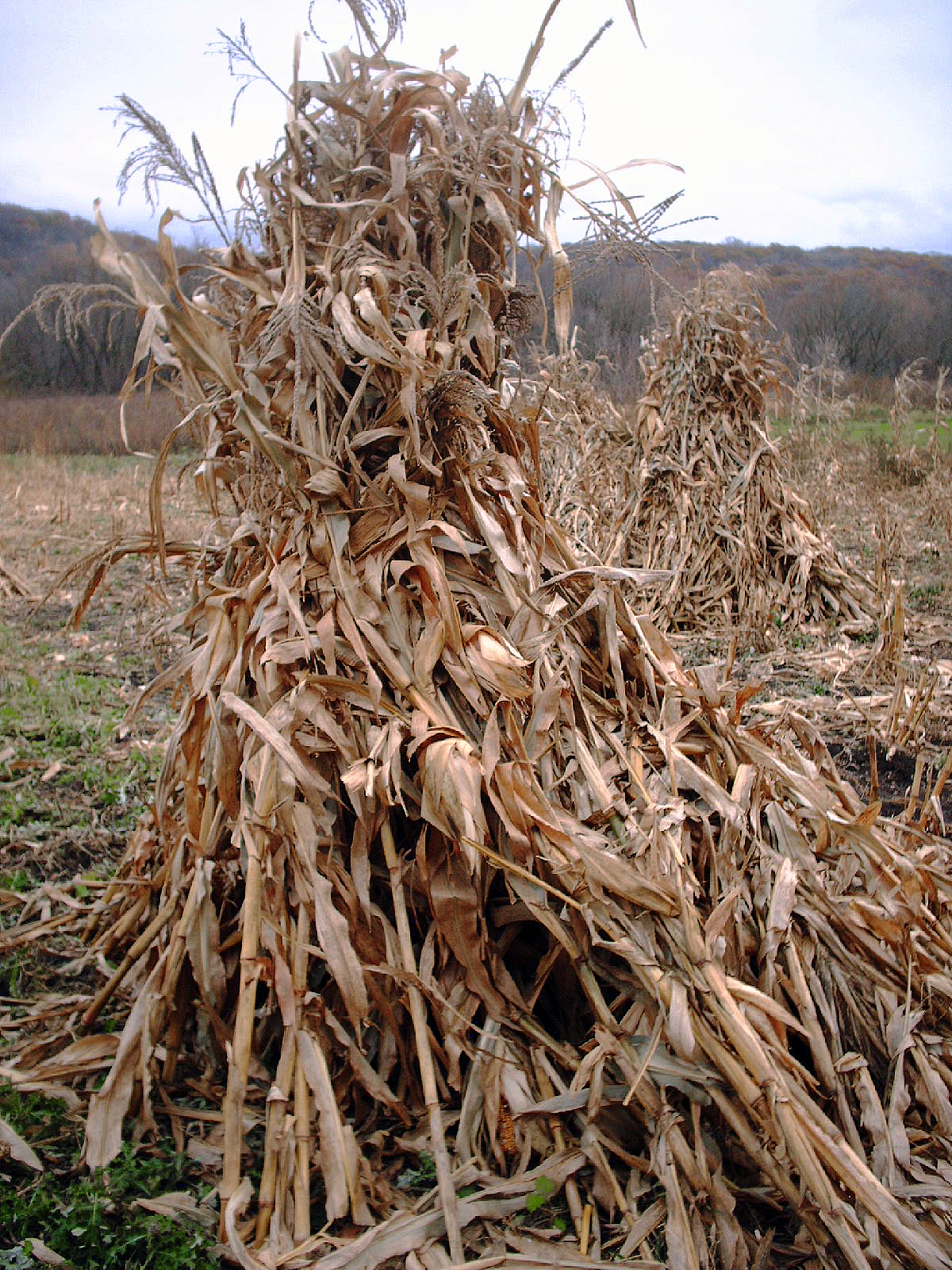
Maisstrohbündel in Minnesota

Als Maisstroh werden die nach der Ernte des Mais (Zea mays) auf dem Feld verbleibenden Blätter, Stängel und Maisspindeln bezeichnet, die als organische Aufkommen in der Landwirtschaft als Nebenprodukte bzw. Erntereste als halmgutartige Biomasse anfallen. Maisstroh fällt nur nach der Ernte von Körnermais sowie von Korn-Spindel-Gemischen (Corn-Cob-Mix, CCM) an, während bei der Nutzung von Energiemais für die Herstellung der Maissilage die gesamte Pflanze genutzt wird. Maisstroh bildet eine wichtige lignocellulosehaltige Biomasse zur Herstellung von Ethanol oder Plattformchemikalien.

## Verfügbarkeit
Mais ist die wichtigste landwirtschaftliche Körnerfrucht und findet weltweit von tropischen bis gemäßigten Klimabereichen Anwendung. Die Verfügbarkeit von Maisstroh ist dabei abhängig von den Bodenverhältnissen, der Topographie, der Fruchtfolge und den Umweltbedingungen. Die Menge des nachhaltig zu erntenden Maisstrohs ist dabei begrenzt, da ein Teil des Strohs auf dem Feld verbleiben muss, um einen ausreichenden Schutz vor Bodenerosion durch Wasser und Wind zu leisten und um den Kohlenstoff- und Nährstoffhaushalt des Bodens nicht zu überlasten. Schätzungen gehen davon aus, dass zwischen 20 und 80 % des Maisstrohs nachhaltig geerntet werden können.
Die zwei wichtigsten Mais und Maisstrohproduzenten sind die Vereinigten Staaten von Amerika (USA) und die Volksrepublik China. Für die USA werden Maisstrohmengen von 200 bis 250 Millionen Trockentonnen angegeben. Für China 200 bis 220 Millionen Trockentonnen, von denen geschätzt 90 % vom Feld entfernt werden. Für Belgien werden Mengen von 580 000 Trockentonnen angegeben, von denen schätzungsweise 290 000 Trockentonnen ökonomisch geerntet werden können. Für Deutschland werden jährliche Mengen von 3,8 Millionen Tonnen Trockenmassen angegeben, die bisher allerdings noch nicht geerntet werden.

## Aufkommen, Bergung und Verwendung
Das Korn-Stroh-Verhältnis von Körnermais beträgt etwa 1:1,3, sodass bei einem mittleren Kornertrag von etwa 6,8 t pro ha und Jahr theoretisch 9 t Ernterückstände in Form von Maisstroh an dem Feld zurückbleiben. Aufgrund der Erntetechnik liegt die tatsächliche Rückstandsmenge wahrscheinlich deutlich tiefer. Wie bei anderen Strohfraktionen, vor allem dem Getreidestroh verbleibt auch beim Mais ein großer Teil der anfallenden Strohmenge gehäckselt auf dem Acker als humusbildendes Substrat.
Eine stoffliche oder energetische Nutzung von Maisstroh erfolgt selten. Dies liegt zum einen an der nur begrenzt möglichen Bergung der Maistrohaufkommen sowie an dem hohen Wassergehalt der geernteten Biomasse, die zur Aufbereitung eine aufwändige Trocknung der dicken Stängel erforderlich machen würde. In einigen Regionen wird Maisstroh nach der Ernte in Bündeln auf dem Feld getrocknet und kann danach aufgesammelt und genutzt werden. In seinen Brennstoffeigenschaften weicht trockenes Maisstroh allerdings kaum von Getreidestroh ab, es hat einen Brennwert von 18,9 MJ/kg und einen Heizwert von 17,7 MJ/kg.
Maisstroh bietet dabei ein vielfach genutztes Modellsubstrat für Vorbehandlungsversuche, wie mittels Dampfdruckaufschluss oder Dampfdruck-Refiner-Aufschluss. Die Verwendung als Biogassubstrat ist in der Literatur ebenfalls beschrieben.

## Belege
1. 1 2 3 4 5  Thomas Berchem, Olivier Roiseux, Caroline Vanderghem, Arnaud Boisdenghien, Guy Foucart, Aurore Richel: Corn stover as feedstock for the production of ethanol: chemical composition of different anatomical fractions and varieties. In: Biofuels, Bioproducts and Biorefining. Band 11, Nr. 3, 2017, S. 430–440, doi:10.1002/bbb.1755.
2. ↑  W. W. Wilhelm, Jane M. F. Johnson, Douglas L. Karlen, David T. Lightle: Corn Stover to Sustain Soil Organic Carbon Further Constrains Biomass Supply. In: Agronomy Journal. Band 99, Nr. 6, 2007, S. 1665–1667, doi:10.2134/agronj2007.0150.
3. ↑  Kiran L. Kadam, James D. McMillan: Availability of corn stover as a sustainable feedstock for bioethanol production. In: Bioresource Technology. Band 88, Nr. 1, 2003, S. 17–25, doi:10.1016/S0960-8524(02)00269-9.
4. ↑  Shengguo Zhao, Guodong Li, Nan Zheng, Jiaqi Wang, Zhongtang Yu: Steam explosion enhances digestibility and fermentation of corn stover by facilitating ruminal microbial colonization. In: Bioresource Technology. Band 253, 2018, S. 244–251, doi:10.1016/j.biortech.2018.01.024.
5. 1 2  Monika Fleschhut, Martin Strobl: Körnermaisstroh – ein Substrat, das Hoffnungen weckt. In: Biogas Journal. Nr. 2, 2017, S. 26–33.
6. ↑  Martin Kaltschmitt, Hans Hartmann und Hermann Hofbauer (Hrsg.), 2009: Energie aus Biomasse. Grundlagen, Techniken und Verfahren. Springer Verlag, 2. Auflage, S. 360, ISBN 978-3-540-85094-6.
7. ↑  Rohit Datar, Jie Huang, Pin-Ching Maness, Ali Mohagheghi, Stefan Czernik, Esteban Chornet: Hydrogen production from the fermentation of corn stover biomass pretreated with a steam-explosion process. In: International Journal of Hydrogen Energy. Band 32, Nr. 8, 2007, S. 932–939, doi:10.1016/j.ijhydene.2006.09.027.
8. ↑  Malte Jörn Krafft, Marie Bendler, Andreas Schreiber, Bodo Saake: Steam Refining with Subsequent Alkaline Lignin Extraction as an Alternative Pretreatment Method to Enhance the Enzymatic Digestibility of Corn Stover. In: Agronomy. Band 10, Nr. 6, 2020, S. 811, doi:10.3390/agronomy10060811.